# 濱田弘之
濱田 弘之（はまだ ひろゆき）は、日本の音響監督、録音監督。

## 参加作品

### ゲーム
- アッコでポン！～イカサマ放浪記～
- アドバンスド大戦略2001
- アメリカ横断ウルトラクイズ
- エフィカス この想いを君に…
- 黄金の太陽
- 黄金の太陽  漆黒なる夜明け
- 御城プロジェクト
- 御城プロジェクト：RE
- 鬼武者無頼伝
- 神業
- ガングリフォン ブレイズ
- キャプテン翼
- 境界の黒翼 アサルトレイヴン
- キングオブザモンスター
- クッキングママ4
- クラフトママ
- 降魔霊符伝イヅナ
- サカつく特大号 Jリーグ プロサッカークラブをつくろう!
- Jリーグ プロサッカークラブをつくろう!3
- サッカーライフ !
- サッカーライフ 2
- シェンムー
- 新撰組 群狼伝
- July
- ジョッキーズロード
- スタンダード大戦略 失われた勝利
- スーパーテンポ
- 戦国BASARA
- 戦国BASARA2
- 戦国BASARA2 英雄外伝
- 戦国BASARA3
- 戦国BASARA3 宴
- 戦国BASARA4
- 戦国BASARA バトルヒーローズ
- 戦国BASARA CHRONICLE HEROES
- 戦国BASARA X
- 装星機ガジェットロボ
- 装甲娘
- タクティクスオウガ
- ダンボール戦機
- ダンボール戦機 ブースト
- ダンボール戦機 爆ブースト
- ダンボール戦機W
- ダンボール戦機ウォーズ
- ディノクライシス３
- デビルメイクライ4
- Tempo
- Dragon's Dogma
- 二ノ国 漆黒の魔導士
- 二ノ国 白き聖灰の女王
- ノスタルジオの風
- パイロットになろう！2
- バーチャストライカー2 バージョン 2000
- バーチャストライカー2 Ver.2000.1
- バーチャストライカー3
- パンツァーフロント
- 百物語　本当にあった怖い話
- ファイアーエムブレム 覚醒
- ファンタジーライフ
- ファンタジーライフ LINK！
- 風雲　新撰組
- 風雲　幕末伝
- ブレイブストーリー 僕の記憶と願い
- ベビーシッターママ
- 魔法少女まどか☆マギカ オンライン
- マリオテニス ウルトラスマッシュ
- マリオテニス エース
- 見習い魔女とモコモコフレンズ
- めいわく星人 パニックメーカー
- モンスターハンター3
- 夜想曲
- 幽☆遊☆白書
- 義経紀
- レイトン　ミステリージャーニー

### アニメ、映画、CM、その他
- 映画 Biohazard DAMNATION
- 映画 劇場版 イナズマイレブンGO vs ダンボール戦機W
- CM 日本クラフトフーズ　メントス
- 映画 『映画 妖怪ウォッチ 空飛ぶクジラとダブル世界の大冒険だニャン!』
- CM サトレストランシステムズ株式会社　和食さと
- CM 境界の黒翼 アサルトレイヴン
- テレビ東京アニメ 『スナックワールド』
- 「第３５回　全国城下町シンポジウム　彦根大会　オープニングセレモニー」
- インターネットラジオ「たなか久美の御城勉強ラヂヲ　オールスターキャッスル」